# Euthygomphus jinggangshanus
Euthygomphus jinggangshanus – gatunek ważki z rodziny gadziogłówkowatych (Gomphidae). Występuje w Chinach; stwierdzony w prowincji Jiangxi.